# Sase (gmina Srebrenica)
Sase (cyr. Сасе) – wieś w Bośni i Hercegowinie, w Republice Serbskiej, w gminie Srebrenica. W 2013 roku liczyła 51 mieszkańców.